# Groß-Höbarten
Groß-Höbarten ist eine Ortschaft und als Großhöbarten eine Katastralgemeinde der Gemeinde Waldenstein im Bezirk Gmünd in Niederösterreich mit 133 Einwohnern (Stand 1. Jänner 2024).

## Geografie
Das Dorf befindet sich nordöstlich von Waldenstein und wird vom Elexenbach durchflossen. Durch den Ort führt die Landesstraße L8210, von der im Ort die L8209 abzweigt. Zur Ortschaft zählen auch die Lagen Hammerschmiede und Weinzettl. Am 1. April 2020 umfasste die Ortschaft 54 Adressen.

## Siedlungsentwicklung
Zum Jahreswechsel 1979/1980 befanden sich in der Katastralgemeinde Großhöbarten insgesamt 44 Bauflächen mit 19.600 m² und 11 Gärten auf 5.038 m² und 1989/1990 waren es ebenso 44 Bauflächen. 1999/2000 war die Zahl der Bauflächen auf 151 angewachsen und 2009/2010 waren es 99 Gebäude auf 190 Bauflächen.

## Geschichte
Die Einwohner waren gut bestiftete Landbauern, die sich mit Ackerbau befassten und auch Viehzucht betrieben, berichtete Schweickhardt im frühen 19. Jahrhundert.
Im Jahr 1822 wurde der Ort als Dorf mit 25 Häusern genannt, das nach Waldenstein eingepfarrt war, wohin auch die Kinder eingeschult wurden. Die Herrschaft Kirchberg am Walde besaß die Ortsobrigkeit, übte die Landgerichtsbarkeit aus und besorgte die Konskription. Die Untertanen und Grundholde des Ortes gehörten den Herrschaften Kirchberg und Horn. Laut Adressbuch von Österreich waren im Jahr 1938 in der Ortsgemeinde Großhöbarten ein Gastwirt, eine Mühle, ein Sägewerk, ein Schmied, ein Schuster, ein Tischler, ein Viehhändler und mehrere Landwirte ansässig.

## Landwirtschaft
Die Katastralgemeinde ist landwirtschaftlich geprägt. 243 Hektar wurden zum Jahreswechsel 1979/1980 landwirtschaftlich genutzt und 85 Hektar waren forstwirtschaftlich geführte Waldflächen. 1999/2000 wurde auf 225 Hektar Landwirtschaft betrieben und 99 Hektar waren als forstwirtschaftlich genutzte Flächen ausgewiesen. Ende 2018 waren 206 Hektar als landwirtschaftliche Flächen genutzt und Forstwirtschaft wurde auf 103 Hektar betrieben. Die durchschnittliche Bodenklimazahl von Großhöbarten beträgt 23,7 (Stand 2010).